# Sołeckie Jezioro
Sołeckie Jezioro – jezioro w woj. pomorskim, w pow. kartuskim, w gminie Stężyca, między miejscowościami Nowe Czaple i Teklowo, leżące na terenie Pojezierza Bytowskiego.

## Dane morfometryczne
Powierzchnia zwierciadła wody według różnych źródeł wynosi od 7,5 ha przez 8,2 ha do 9,23 ha.
Zwierciadło wody położone jest na wysokości 186,1 m n.p.m.. Średnia głębokość jeziora wynosi 3,6 m, natomiast głębokość maksymalna 8,9 m lub 12 m.

## Hydronimia
Według urzędowego spisu opracowanego przez Komisję Nazw Miejscowości i Obiektów Fizjograficznych (KNMiOF) nazwa tego jeziora to Sołeckie Jezioro.